# Хемптон (Џорџија)
Хемптон (енгл. Hampton) град је у америчкој савезној држави Џорџија. По попису становништва из 2010. у њему је живело 6.987 становника.

## Демографија
Према попису становништва из 2010. у граду је живело 6.987 становника, што је 3.130 (81,2%) становника више него 2000. године.
| Група             | 2000.         | 2010.         |
| Белци             | 3.206 (83,1%) | 3.486 (49,9%) |
| Афроамериканци    | 516 (13,4%)   | 2.724 (39,0%) |
| Азијати           | 26 (0,7%)     | 58 (0,8%)     |
| Хиспаноамериканци | 67 (1,7%)     | 599 (8,6%)    |
| Укупно            | 3.857         | 6.987         |